# Codium fragile
Codium fragile é uma espécie de alga marinha da família Codiaceae. Origina-se no Oceano Pacífico perto do Japão e tornou-se uma espécie invasora nas costas do Oceano Atlântico Norte.

## Descrição
Esta alga verde sinonima é de duas subespécies na Grã-Bretanha e na Irlanda. Eles são semelhantes, ambos de cor verde escuro. Forma folhas longas e eretas, semelhantes a dedos. Estes crescem para 40 cm ou mais ramificação longa dicotomicamente. O córtex dos ramos é formado por utrículos estreitamente compactados, são pequenas estruturas cilíndricas redondas formadas a partir de uma única célula até 1200 µm (micrômetros) de comprimento. As pontas arredondadas desses utrículos compactados conferem à folhagem uma textura aveludada. As folhas pendem das rochas durante a maré baixa, daí o apelido de "dedos de homem morto". Os “dedos” são ramos de até um centímetro de largura

### Subespécies
- Codium fragile subsp atlanticum
- Codium fragile tomensedois
- Codium fragile scandinavium
- Codium fragile novae zelandie